# Земя на Франц Йосиф
Земя на Франц Йосиф (на руски: Земля Франца-Иосифа) е архипелаг в Северния ледовит океан, на север от Европа. Част е от полярните владения на Русия, влиза в състава на Приморския район на Архангелска област.
Състои се от 191 острова с обща площ 16 134 km2.

## История
Съществуването на острови на изток от Шпицберген е предсказано още от Михаил Ломоносов, а по-късно – от Шилинг и Кропоткин. Последният даже представя в Руското географско общество през 1871 г. свой проект за изследователска експедиция, но правителството отказва да даде средства.
Архипелагът е открит случайно от австро-унгарска експедиция под ръководството на Карл Вайпрехт и Юлиус Пайер. През 1872 г., на борда на шхуната „Адмирал Тегетхоф“ (на немски: Admiral Tegetthoff), експедицията се отправя на път за откриване на североизточен проход, но е спряна от ледовете на северозапад от Нова земя. На 30 август 1873 г. експедицията е отнесена към брега на неизвестна земя, която още тогава изследват. През април 1874 г., Пайер дори достига 82°5' с.ш. и съставя карта на обширния архипелаг. Австрийците назовават новооткритата земя на името на австро-унгарския император Франц Йосиф I.

## Геология
Голяма част от островите е изградена от пясъчници, алевролити и варовици, покрити от ефузивен хоризонтален базалт (с дебелина от 20 – 30 m). Сред юрските шисти на нос Флора са намерени лигнитни въглища. Главните полезни изкопаеми на архипелага са лигнитните въглища, фосфорити и свързани с тях съпътстващи компоненти: титан, ванадий, итрий, скандий и торий.

## География

### Деление, ледници
Земята на Франц Йосиф е една от най-северните територии на Русия и света. Състои се от 191 острова с обща площ 16 134 km2 и координати 80°40′ с. ш. 54°50′ и. д. / 80.666667° с. ш. 54.833333° и. д.. Дели се на три части – източната част е отделена от другите две чрез Австрийския проток. Тя съдържа големите острови Земя Вилчека (2000 км2) и Грейъм-Бел (1700 km2). Централната част се намира между Австрийския проток и Британския проток, където е разположена най-значителната по численост група острови. Западната част лежи на запад от Британския канал. Тя включва най-големия остров на целия архипелаг – Земя Джордж (2900 km2).
Почвата е обхваната от вечна замръзналост, а голяма част от островите е заета от ледници (площ 13 735 km2), които са остатъци от обширно базалтово плато (височина до 620 m), а протоците между островите (с дълбочина до 500 – 600 m) представляват широки трогови долини, прокарани от ледниците. Главни елементи на ледената покривка са ледените куполи и ледниковите езици, от фронталните части на които се откъсват големи айсберги. Свободната от ледове повърхност е представена от малки по площ „оазиси“, носове и нунатаки. Сравнително големи свободни от лед територии има на островите Земя Александър, Земя Джордж, Грейъм-Бел и Хейс, които имат хълмист релеф.

### Климат, води
Климатът на архипелага е типично арктически. Средната годишна температура е −12 °C (остров Рудолф). Средната температура през юли е от −1,2 °C в залива Тихи (остров Хукера) до +1,6 °C на (остров Хейс) (където е разположена най-северната метеорологична станция). Средната януарска температура е около −24 °C (минимални температури до −52 °C). Ветровете достигат скорост до 40 м/сек. Годишната сума на валежите варира от 200 – 300 mm до 500 – 550 mm в зоната на редените куполи.
На островите има около 1000 езера (Космическо, Ледено, Малко, Северно, Патешко езеро) с дълбочина до 10 m и площ до 2 km2 и няколко реки с дължина до 10 – 15 km.

### Флора и фауна
В растителния свят господстват мъховете и лишеите. От бозайниците се срещат бялата мечка и по-рядко песецът. Във водите около островите се въдят нерпа, морски заек, гренландски тюлен, морж, нарвал и белуга. Най-многочислени (26 вида) са птиците, образуващи през лятото така наречения птичи пазар.
На архипелага няма постоянно население и няма нито едно населено място. Временното население е съставено от учени, изследователи и граничари. На територията на остров Хейс работи най-северната в света пощенска служба „Архангелск 163100“.

## Топографски карти
- Лист от карта U-37,38,39,40 Земля Франца-Иосифа. Мащаб: 1 : 1 000 000. Състояние на местността към 1957 год.
- Лист от карта U-41,42,43,44 Земля Франца-Иосифа (восточные о-ва). Мащаб: 1 : 1 000 000. Състояние на местността към 1957 год.